# Tönnebro

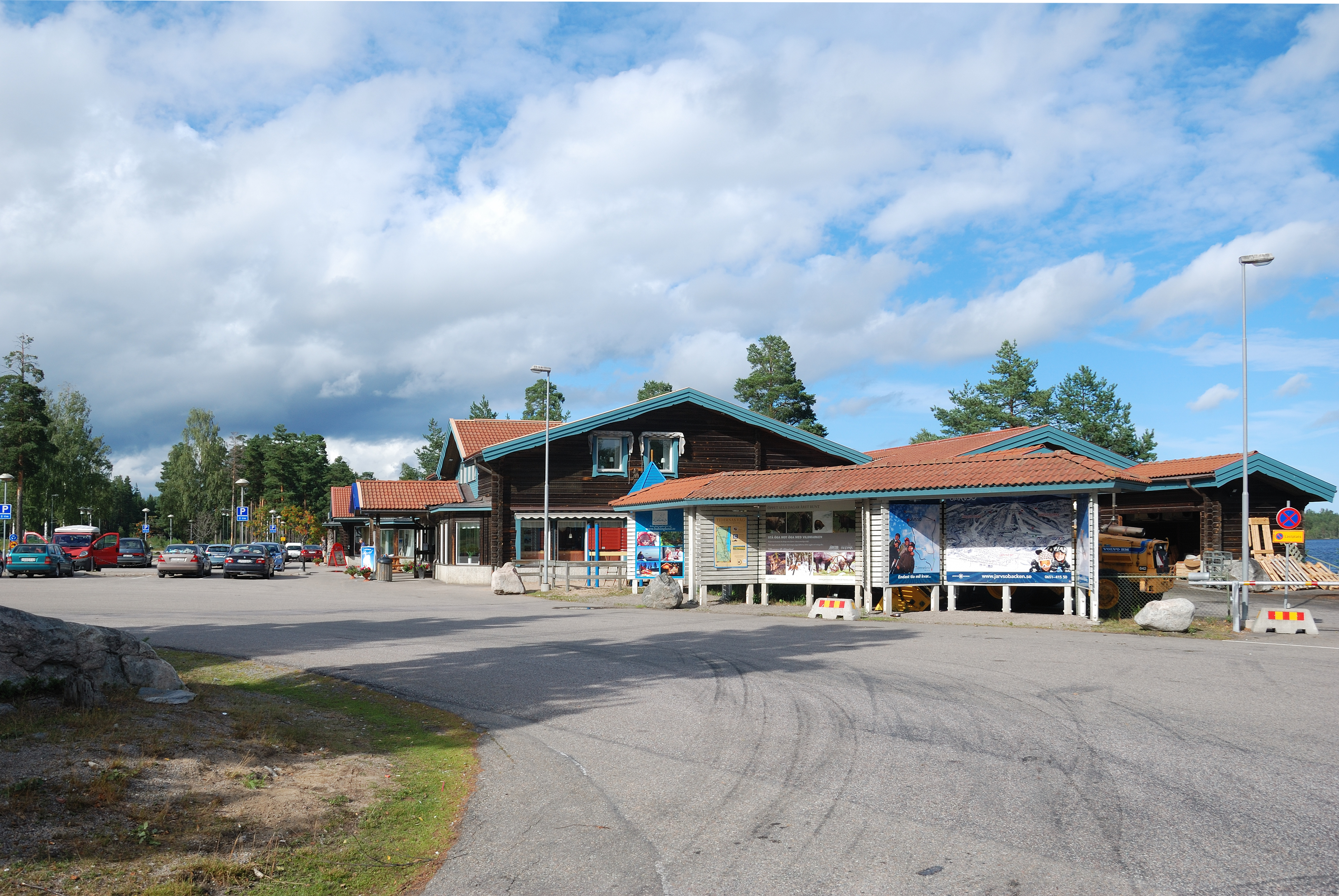
Tönnebro i augusti 2011.

Tönnebro är en trafikplats och rastplats på E4 i Söderhamns kommun, Hälsingland vid avfarten till Riksväg 83.
Tönnebro är i dag en känd rastplats som ligger 20 km norr om Axmartavlan, 60 km norr om Gävle, och 220 km norr om Stockholm. Här finns även en bensinmack och en badplats.

## Historia

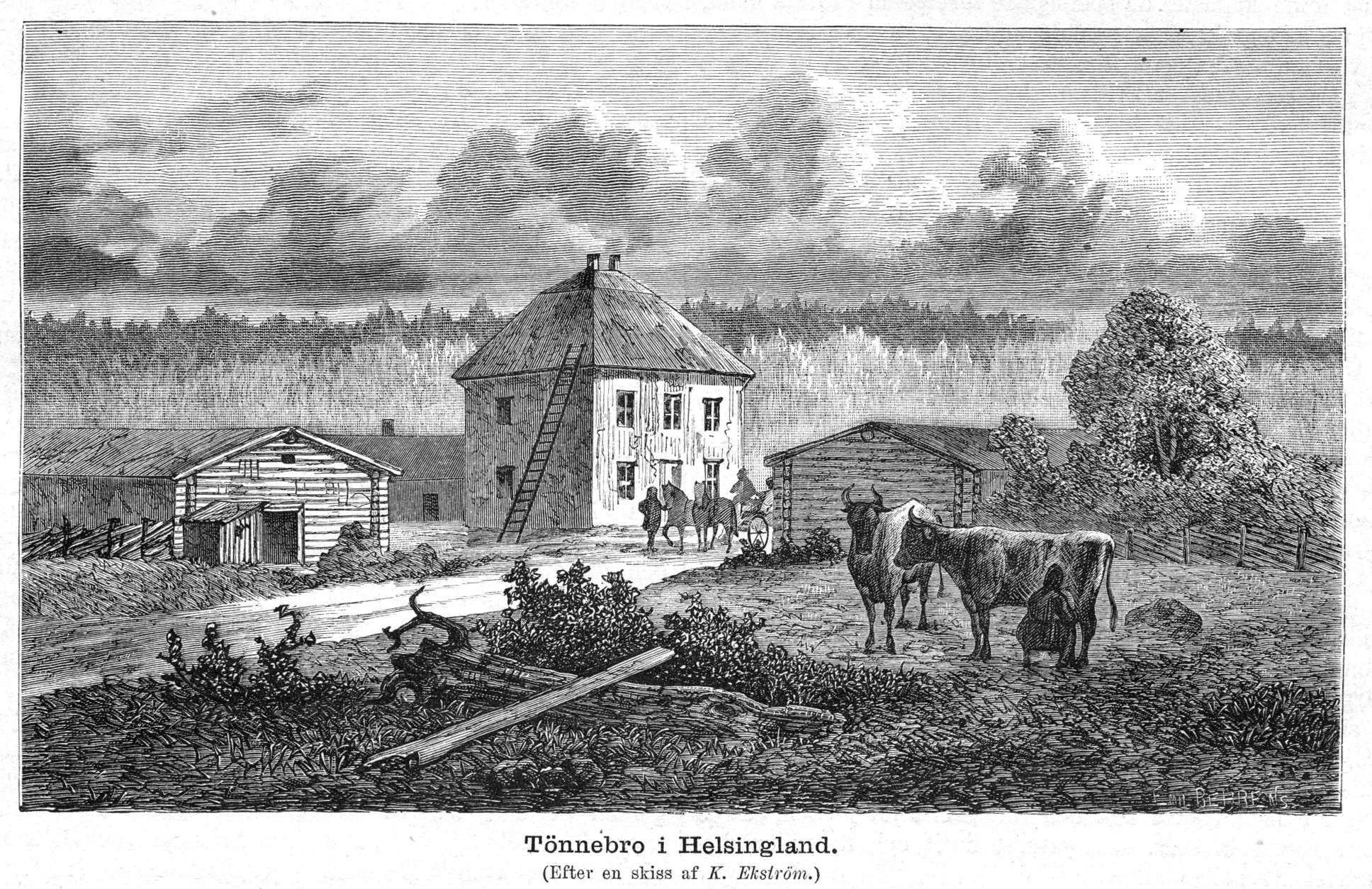
Raststugan i Tönnebro Hälsingland. Svenska Familj-Journalen 1876.

Under medeltiden anlades ett permanent viloställe för vägfarare i Tönnebro som alltsedan dess varit i bruk, och 1876 låg här också en kolarestuga.
Platsen ligger i en forntida vildmark som gick under benämningen ”Ödemorden”, numera Ödmården. I Kettil Hängs saga sägs den ha varit ”20 raster lång” motsvarande cirka tio mil. Det var ett tillhåll för rövare vilket också sagan berättar om, bland annat rövarledarna Sote och Framar. Om den sistnämnde berättas att ”han var så elak att alla önskade honom döden, men Oden hade givit Framar den egenskapen att intet järn bet på honom”.
Söder om Tönnebro går vägen över en liten bäck och på den platsen ska enligt traditionen Hälsinglands apostel, missionären Stefan ha blivit upphunnen av hedningar och mördad. Bäcken bär därför namnet ”Mordbäcken”. Stefans lik fördes av vägfarare till Tönnebro och därifrån till Norrala kyrka där man byggde ett litet träkapell över graven, ”Stefans stupa”.